# 橋本康成
橋本 康成（はしもと やすなり、1959年8月11日 - ）は、青森放送（RAB）取締役コンテンツ開発局長。元アナウンサー、元パーソナリティー、元プロデューサー、元ディレクター。
青森県三沢市出身。

## 略歴・人物
- 名城大学法学部法律学科卒業後の1983年、アナウンサーとして青森放送に入社[1]。1989年より裏方に転向し[1]、テレビ・ラジオ両方の制作に携わる傍ら、ラジオ「金曜ワラッター!」メインパーソナリティー、テレビの夕方ワイド「出会いふれあい生テレビ!」初代MCも務めた。入社時から音楽関連の番組を多く手掛けており、自社制作番組のテーマ曲[6]も多数手がけてきた。
- 「ワラッター」シリーズの名物コーナー「今週のどんだんず」の生みの親である。

## 担当番組

### 過去
テレビ
アナウンサー時代
- あなたとサタデー（「おはようほっとスタジオ」の前身）
- GATCHA!（日本テレビ制作）小比類巻かほると司会。
- おはようほっとスタジオ（1985年4月6日 - ?）
- 木曜なんだわけ天国（1980年代末期の深夜）野坂真理などと担当。

異動後
- 出会いふれあい生テレビ!（1995年4月 - 1998年3月）水 - 金曜MC
- Harvest（1996年4月6日 - 1998年3月28日、テレビで「どんだんず」をコーナー化した唯一の番組）
- 盲目の名馬 タカラコスモスモウモクノメイバ タカラコスモス（2002年5月25日） - 制作、日本民間放送連盟賞（第50回テレビエンターテインメント番組部門優秀））
- 熱闘!手踊り名人決定戦（2003年5月28日） - 制作
- じいちゃん ばあちゃんと夏休み（2004年5月30日） - 構成[7]、2004年日本民間放送連盟賞テレビエンターテインメント番組部門優秀賞）
- 金多豆蔵 津軽に生きる人形芝居（2010年5月29日）プロデューサー
- 母の衣に抱かれて 津軽袰月ものがたり/第25回民教協スペシャル（2011年2月11日）プロデューサー、日本民間放送連盟賞（第59回教養番組優秀）
- 日、出づるところへ 坂本サトルが歩いた被災地（2012年5月26日）プロデューサー
- 一輪車はとまらない! プロデューサー、2013年日本民間放送連盟賞テレビエンターテインメント番組部門優秀賞
- ふらいんぐうぃっち（企画 2016年4月 - 2016年6月）
- ZIP!FRIDAY（プロデューサー 2012年4月6日 - ？）

ラジオ
アナウンサー時代
- SAY!MUSIC FELLOW（1983年8月14日 - 1987年3月）[5]アシスタントに三ツ谷鮎子、レギュラーに小比類巻かほる、青山良平、ピュアなど。
- SAY!MUSIC FELLOWデラックス
- 週刊See!See!See!（1987年4月 - ）及出泰・窪寺美穂子などと担当。
- あおもりTODAY（金曜、- 1989年3月）
- HEAT UP SHOW（「SHAKIN' BEAT」の前身）
- SHAKIN' BEAT（ - 1989年3月）
- にちよう1時サンロード（ - 1989年3月）[5]

異動後
- どーんと日曜大行進
- 金曜ワラッター!（1991年4月 - 1995年3月） - ディレクターも兼務
- 木曜ワラッター!（1992年4月 - 1995年3月）
- ZATTA!（日曜夜。ロック主体の曲を流す）
- 鈴木雅之30のヒミツ（2010年2月 - 2010年9月）
- 土曜ワラッター!（2006年10月7日 - 2016年3月26日） - プロデューサーも兼務